# 国务院振兴东北地区等老工业基地领导小组
国务院振兴东北地区等老工业基地领导小组，是中华人民共和国国务院成立的国务院议事协调机构，负责振兴东北地区等老工业基地工作。

## 沿革
2003年12月2日，《国务院关于成立国务院振兴东北地区等老工业基地领导小组的决定》（国发〔2003〕28号）发出，成立国务院振兴东北地区等老工业基地领导小组，以“实施东北地区等老工业基地振兴战略，加快东北地区等老工业基地发展”。
2004年4月3日，《国务院办公厅关于印发国务院振兴东北地区等老工业基地领导小组办公室主要职责内设机构和人员编制规定的通知》（国办发〔2004〕28号）发出。
2008年3月21日，《国务院关于议事协调机构设置的通知》（国发〔2008〕13号）发出，规定“国务院振兴东北地区等老工业基地领导小组，撤销其单设的办事机构，具体工作由国家发展和改革委员会承担。”
2015年12月30日，中共中央政治局召开会议，审议通过《关于全面振兴东北地区等老工业基地的若干意见》。2016年4月26日，《中共中央 国务院关于全面振兴东北地区等老工业基地的若干意见》对外发布。其中要求“国务院振兴东北地区等老工业基地领导小组要加强领导，研究审议重大政策和重点规划，协调解决重大问题，督促推进重大事项。”
2023年中共二十大之后，中共中央决定将该领导小组并入中央区域协调发展领导小组来统管。中央区域协调发展领导小组办公室设在国家发展改革委。

## 职责
2003年《国务院关于成立国务院振兴东北地区等老工业基地领导小组的决定》规定，国务院振兴东北地区等老工业基地领导小组的主要任务是：
1. 组织贯彻落实中共中央、国务院关于振兴东北地区等老工业基地的方针、政策和指示；
2. 审议东北地区等老工业基地振兴战略、专项规划、重大问题和有关法规；
3. 研究审议振兴东北地区等老工业基地的重大政策建议，协调东北地区等老工业基地经济社会全面发展[1]。

## 组成人员
| 2003年《国务院关于成立国务院振兴东北地区等老工业基地领导小组的决定》确定的组成人员是： 组长 - 温家宝（国务院总理） 副组长 - 黄菊（国务院副总理） - 曾培炎（国务院副总理） 成员 - 马凯（国家发展和改革委员会主任） - 周济（教育部部长） - 徐冠华（科学技术部部长） - 张云川（国防科学技术工业委员会主任） - 金人庆（财政部部长） - 张柏林（中央组织部副部长兼人事部部长） - 郑斯林（劳动和社会保障部部长） - 孙文盛（国土资源部部长） - 汪光焘（建设部部长） - 刘志军（铁道部部长） - 张春贤（交通部部长） - 王旭东（信息产业部部长） - 汪恕诚（水利部部长） - 杜青林（农业部部长） - 吕福源（商务部部长） - 孙家正（文化部部长） - 周小川（中国人民银行行长） - 徐光春（中央宣传部副部长兼国家广播电影电视总局局长） - 李荣融（国务院国有资产监督管理委员会主任） - 谢旭人（国家税务总局局长） - 解振华（国家环境保护总局局长） - 周生贤（国家林业局局长） - 刘明康（中国银行业监督管理委员会主席） - 万学远（国家外国专家局局长） - 张俊九（全国总工会副主席） - 张国宝（国家发展和改革委员会副主任） | 2005年5月27日《国务院办公厅关于调整国务院振兴东北地区等老工业基地领导小组组成人员的通知》调整后的组成人员是： 组长 - 温家宝（国务院总理） 副组长 - 黄菊（国务院副总理） - 曾培炎（国务院副总理） 成员 - 马凯（国家发展和改革委员会主任） - 周济（教育部部长） - 徐冠华（科学技术部部长） - 张云川（国防科学技术工业委员会主任） - 金人庆（财政部部长） - 张柏林（中央组织部副部长兼人事部部长） - 郑斯林（劳动和社会保障部部长） - 孙文盛（国土资源部部长） - 汪光焘（建设部部长） - 刘志军（铁道部部长） - 张春贤（交通部部长） - 王旭东（信息产业部部长） - 汪恕诚（水利部部长） - 杜青林（农业部部长） - 薄熙来（商务部部长） - 孙家正（文化部部长） - 周小川（中国人民银行行长） - 李荣融（国务院国有资产监督管理委员会主任） - 谢旭人（国家税务总局局长） - 李长江（国家质量监督检验检疫总局局长） - 解振华（国家环境保护总局局长） - 王太华（中央宣传部副部长兼国家广播电影电视总局局长） - 周生贤（国家林业局局长） - 白春礼（中国科学院副院长） - 刘明康（中国银行业监督管理委员会主席） - 万学远（国家外国专家局局长） - 张俊九（全国总工会副主席） - 张国宝（国家发展和改革委员会副主任） 2007年4月14日《国务院办公厅关于调整国务院振兴东北地区等老工业基地领导小组组成人员的通知》（国办发〔2007〕21号）任命的组成人员是： 副组长 - 张立昌 |

| 2008年6月5日《国务院办公厅关于调整国务院振兴东北地区等老工业基地领导小组组成人员的通知》（国办发〔2008〕48号）调整后的组成人员是： 组长 - 温家宝（国务院总理） 副组长 - 李克强（国务院副总理） 成员 - 杨洁篪（外交部部长） - 张平（发展改革委主任） - 周济（教育部部长） - 万钢（科技部部长） - 李毅中（工业和信息化部部长） - 谢旭人（财政部部长） - 尹蔚民（人力资源社会保障部部长） - 徐绍史（国土资源部部长） - 周生贤（环境保护部部长） - 姜伟新（住房城乡建设部部长） - 李盛霖（交通运输部部长） - 刘志军（铁道部部长） - 陈雷（水利部部长） - 孙政才（农业部部长） - 陈德铭（商务部部长） - 蔡武（文化部部长） - 周小川（人民银行行长） - 李荣融（国资委主任） - 盛光祖（海关总署署长） - 肖捷（税务总局局长） - 李长江（质检总局局长） - 王太华（广电总局局长） - 贾治邦（林业局局长） - 白春礼（中科院副院长） - 刘明康（银监会主席） - 张国宝（发展改革委副主任兼能源局局长） - 陈求发（工业和信息化部副部长兼国防科工局局长） - 季允石（人力资源社会保障部副部长兼外专局局长） - 孙春兰（全国总工会副主席） | 2011年7月16日《国务院办公厅关于调整国务院振兴东北地区等老工业基地领导小组组成人员的通知》（国办发〔2011〕34号）调整后的组成人员是： 组长 - 温家宝（国务院总理） 副组长 - 李克强（国务院副总理） 成员 - 杨洁篪（外交部部长） - 张平（发展改革委主任） - 袁贵仁（教育部部长） - 万钢（科技部部长） - 苗圩（工业和信息化部部长） - 谢旭人（财政部部长） - 尹蔚民（人力资源社会保障部部长） - 徐绍史（国土资源部部长） - 周生贤（环境保护部部长） - 姜伟新（住房城乡建设部部长） - 李盛霖（交通运输部部长） - 盛光祖（铁道部部长） - 陈雷（水利部部长） - 韩长赋（农业部部长） - 陈德铭（商务部部长） - 蔡武（文化部部长） - 周小川（人民银行行长） - 王勇（国资委主任） - 于广洲（海关总署署长） - 肖捷（税务总局局长） - 支树平（质检总局局长） - 蔡赴朝（广电总局局长） - 贾治邦（林业局局长） - 白春礼（中科院院长） - 刘明康（银监会主席） - 刘铁男（发展改革委副主任兼能源局局长） - 陈求发（工业和信息化部副部长兼国防科工局局长） - 张建国（人力资源社会保障部副部长兼外专局局长） - 王玉普（全国总工会副主席） |

| 2013年7月1日《国务院办公厅关于调整国务院振兴东北地区等老工业基地领导小组组成人员的通知》（国办发〔2013〕70号）调整后的组成人员是： 组长 - 李克强（国务院总理） 副组长 - 张高丽（国务院副总理） 成员 - 陈希（中央组织部副部长） - 雒树刚（中央宣传部副部长） - 王毅（外交部部长） - 徐绍史（发展改革委主任） - 袁贵仁（教育部部长） - 万钢（科技部部长） - 苗圩（工业和信息化部部长） - 李立国（民政部部长） - 楼继伟（财政部部长） - 尹蔚民（人力资源社会保障部部长） - 姜大明（国土资源部部长） - 周生贤（环境保护部部长） - 姜伟新（住房城乡建设部部长） - 杨传堂（交通运输部部长） - 陈雷（水利部部长） - 韩长赋（农业部部长） - 高虎城（商务部部长） - 蔡武（文化部部长） - 潘功胜（人民银行副行长） - 蒋洁敏（国资委主任） - 于广洲（海关总署署长） - 王军（税务总局局长） - 支树平（质检总局局长） - 蔡赴朝（新闻出版广电总局局长） - 马建堂（统计局局长） - 赵树丛（林业局局长） - 白春礼（中科院院长） - 尚福林（银监会主席） - 吴新雄（发展改革委副主任兼能源局局长） - 马兴瑞（工业和信息化部副部长兼国防科工局局长） - 张建国（人力资源社会保障部副部长兼外专局局长） - 陆东福（交通运输部副部长兼铁路局局长） - 陈豪（全国总工会副主席） - 胡怀邦（开发银行董事长） | 2018年7月21日《国务院办公厅关于调整国务院振兴东北地区等老工业基地领导小组组成人员的通知》（国办发〔2018〕69号）调整后的组成人员是： 组长 - 李克强（国务院总理） 副组长 - 韩正（国务院副总理） - 李鸿忠（天津市委书记）（2019年7月国务院全体会议增补） - 李希（广东省委书记）（2019年7月国务院全体会议增补） - 李强（上海市委书记）（2019年10月国务院全体会议增补） 成员 - 何立峰（发展改革委主任） - 姜信治（中央组织部副部长） - 蒋建国（中央宣传部副部长） - 乐玉成（外交部副部长） - 陈宝生（教育部部长） - 王志刚（科技部部长） - 苗圩（工业和信息化部部长）（至2020年8月）肖亚庆（2020年8月起任工业和信息化部部长） - 黄树贤（民政部部长） - 刘昆（财政部部长） - 张纪南（人力资源社会保障部部长） - 陆昊（自然资源部部长） - 李干杰（生态环境部部长） - 王蒙徽（住房城乡建设部部长） - 李小鹏（交通运输部部长） - 鄂竟平（水利部部长） - 韩长赋（农业农村部部长） - 钟山（商务部部长） - 雒树刚（文化和旅游部部长） - 易纲（人民银行行长） - 肖亚庆（国资委主任）（至2019年5月）郝鹏（2019年5月起任国资委主任） - 倪岳峰（海关总署署长） - 王军（税务总局局长） - 张茅（市场监管总局局长） - 聂辰席（广电总局局长） - 宁吉喆（发展改革委副主任、统计局局长） - 白春礼（中科院院长） - 郭树清（银保监会主席） - 努尔·白克力（发展改革委副主任、能源局局长） - 张克俭（工业和信息化部副部长、国防科工局局长） - 张建龙（林草局局长） - 杨宇栋（交通运输部副部长、铁路局局长） - 邓凯（全国总工会副主席） - 陆东福（中国铁路总公司总经理） - 胡怀邦（开发银行董事长） - 林念修（发展改革委副主任） |

## 办事机构
国家发展和改革委员会下设地区经济司（京津冀协同发展领导小组办公室），具体承担国务院振兴东北地区等老工业基地领导小组的日常工作。
2003年《国务院关于成立国务院振兴东北地区等老工业基地领导小组的决定》规定，“国务院振兴东北地区等老工业基地领导小组下设办公室，在国家发展和改革委员会单设机构，具体承担领导小组的日常工作。”国务院振兴东北地区等老工业基地领导小组办公室的主要职责是：
1. 研究提出东北地区等老工业基地振兴战略、专项规划、重大问题和有关政策、法规的建议；
2. 对东北地区等老工业基地振兴规划进行指导、论证、综合平衡和衔接；
3. 研究提出东北地区等老工业基地优势产业发展、资源枯竭城市转型以及重大项目布局的建议并协调实施；
4. 研究提出东北地区等老工业基地深化改革、扩大开放和引进国内外资金、技术、人才的政策建议，协调重点基础设施建设、生态环境保护和建设、工业与其他相关产业的协调发展；
5. 承办领导小组交办的其他事项[1]。

2004年《国务院办公厅关于印发国务院振兴东北地区等老工业基地领导小组办公室主要职责内设机构和人员编制规定的通知》规定办公室内设4个组（综合组、政策体制组、工业组、相关产业组），并规定办公室的主要职责是：
1. 研究提出老工业基地振兴战略、重大问题和重大政策的建议。
2. 指导和组织论证老工业基地振兴规划。
3. 研究提出老工业基地优势产业发展、资源枯竭城市转型以及重大项目布局的建议并协调实施。
4. 研究提出老工业基地深化改革、扩大开放和引进国内外资金、技术、人才的政策建议；推进重点基础设施建设、生态环境保护和建设、工业与其他相关产业的协调发展。
5. 承办领导小组交办的其他事项[2]。

2008年3月21日《国务院关于议事协调机构设置的通知》撤销了在国家发展和改革委员会单设的国务院振兴东北地区等老工业基地领导小组办公室，国务院振兴东北地区等老工业基地领导小组的具体工作由国家发展和改革委员会承担。国家发展和改革委员会下设东北等老工业基地振兴司，具体承担国务院振兴东北地区等老工业基地领导小组的日常工作。
国务院振兴东北地区等老工业基地领导小组办公室历任主任、副主任是：

| 主任 - 张国宝（2003年12月2日－2008年，兼任） | 副主任 - 宋晓梧（2004年5月－2008年） - 刘铁男（2006年12月－2008年） |